# Sendenhorst
Sendenhorst är en stad i det tyska distriktet Warendorf. Staden har cirka 14 000 invånare. Staden ligger sydöst om den tyska storstaden Münster. Staden har utbyte med den sachsiska staden Krichberg.